# Cirice
«Cirice» (en anglosajón: "Iglesia") es un sencillo de la banda de heavy metal sueca Ghost. La canción fue publicada como el sencillo principal del tercer álbum de estudio de la banda, Meliora. La canción es considerada como la entrada de la banda en los Estados Unidos, posicionándose como #4 en la lista de Mainstream Rock Tracks. La canción ganó el Grammy de 2016 en la categoría de mejor interpretación de metal. Loudwire posicionó la canción en el #2 en su lista de Las 20 mejores canciones de metal de 2015.

## Historia y publicación
«Cirice» fue originalmente concebida junto con «Devil Church», la cual sería su introducción, como un oscuro instrumental de nueve minutos sin un coro. Pero luego de trabajar en ella, y la intervención del productor Klas Åhlund, un coro y las otras dos partes fueron separados.
«Cirice» fue publicada como una descarga gratis en la página oficial de la banda el 31 de mayo de 2015. Fue interpretada en vivo por primera vez en su concierto en su ciudad natal, Linköping, el 3 de junio de 2015. Un sencillo en CD acoplado con el lado B «Absolution» fue publicado el 31 de julio de 2015 exclusivamente en tiendas de grabación independientes en los Estados Unidos. Chad Childers de Loudwire notó la canción como "construyendo en tensión y fuerza a medida que progresa". La canción fue interpretada en vivo en Late Show with Stephen Colbert el 31 de octubre, marcando la primera aparición de la banda en la televisión americana.

## Videoclip
El videoclip de la canción, dirigido por Roboshobo, fue inspirado en la película de 1976 Carrie. El video muestra a la banda interpretando la canción en un show de talentos escolar, con un chico interpretando al Papa Emeritus III. Cuando el canta la canción, él se centra en una chica en el público con ambos compartiendo una especie de conexión psíquica de algún tipo. Cuando la canción va llegando a su clímax, las personas salen del auditorio corriendo, mientras que la chica continúa sonriendo. Cuando la canción termina, un hombre y una mujer se paran de sus asientos y aplauden a la banda con alegría.

## Lista de canciones
| N.º   | Título                                                 | Duración |  |
| 1.    | «Cirice»                                               | 6:02     |  |
| 2.    | «Absolution» (Sólo en la versión en CD estadounidense) | 4:51     |  |
| 10:53 |                                                        |          |  |

## Posicionamiento en listas
| Lista (2015)                        | Posición pico |
| ----------------------------------- | ------------- |
| US Billboard Mainstream Rock Tracks | 4             |
| US Billboard Rock Airplay           | 24            |

## Miembros
- Papa Emeritus III  – Voz
- Nameless Ghouls – Guitarra , bajo , teclado , batería , guitarra rítmica